# Lanterne (pâtes)
Pour les articles homonymes, voir Lanterne.
Les lanterne (prononcé : [lanˈtɛrne] ; singulier : lanterna) sont un type de pâtes italiennes. Leur nom signifie « lanterne à huile ». Les pâtes sont profondément striées et incurvées en forme de lanterne. 